# Sannarp, Falkenbergs kommun

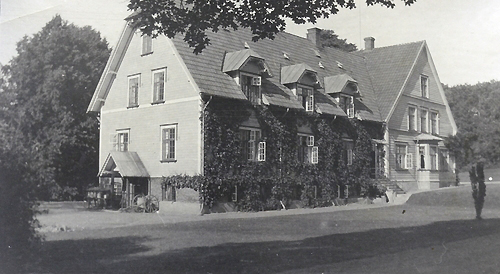
Sannarps herrgård 1923

Sannarp, herrgård i Årstads socken i Falkenbergs kommun, Halland. 

## Historia
Sannarp bebyggdes till sätesgård omkring 1580 av Corfitz Thott och tillhörde hans änka till 1649 och två av hans döttrar till 1671. 1721 såldes det till översten Carl-Otto Lagercrantz, som under frihetstiden spelade en mindre hederlig roll på Riddarhuset och under ryska kriget 1741–1743. Hans dotterdotters man, hovjägmästaren Fredrik Lagercrantz, förskingrade sin hustrus förmögenhet, och Sannarp måste 1794 säljas, till generalmajoren Samuel Henrik Horn, vars måg G. A. v. Boltenstern 1843 sålde Sannarp till ministern friherre Elias Lagerheim, vilken i sin tur avyttrade det 1855. 1872 köptes gården av familjen Treschow. Gården har sedan stannat inom familjen och drivs idag av Niels Treschow.